# Edward Burnett Tylor
Edward Burnett Tylor (Londra, 2 ottobre 1832 – Wellington, 2 gennaio 1917) è stato un antropologo britannico.
Visse e compì le sue ricerche durante l'epoca d'oro dell'Inghilterra vittoriana, epoca caratterizzata da notevole sviluppo socio-economico, militare e coloniale, oltre che da un clima di crescente fiducia nel progresso. Studiò alla facoltà di scienze biologiche, dove si laureò nel 1857, specializzandosi in zoologia e botanica. Insieme a Lewis H. Morgan e James George Frazer, è considerato uno dei padri fondatori dell'antropologia moderna.

## Ricerche

### Il concetto di cultura

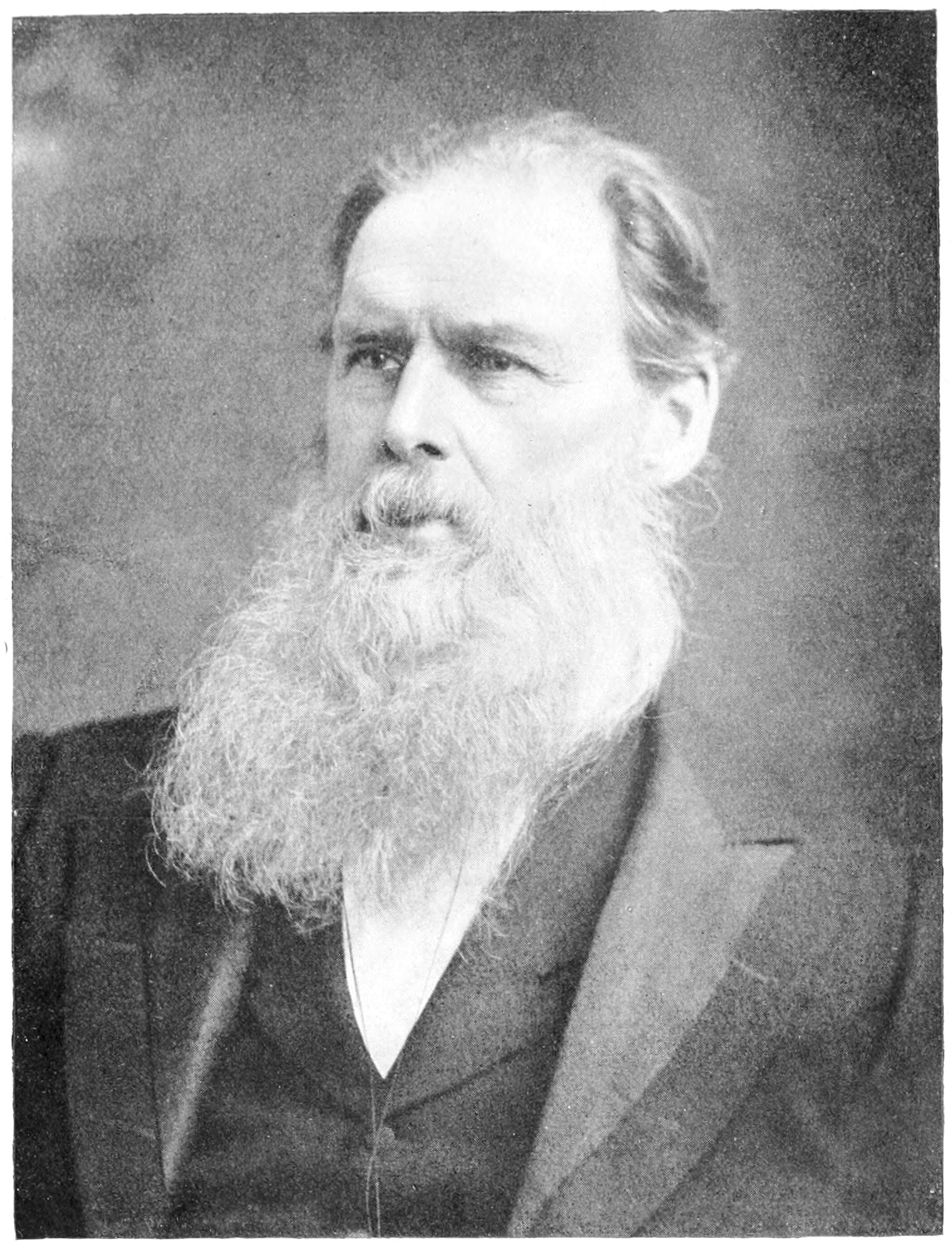
Edward Tylor

Nel 1871 Edward Tylor pubblicò il saggio Primitive Culture in cui in apertura presentava la prima e più importante definizione sistematica del concetto di cultura. Essa recita:
Come si nota, Tylor mantiene in questa definizione anche il termine civiltà, che spesso è usato come sinonimo di cultura e altre volte invece è usato nel suo senso specifico diverso da quello di cultura. La cultura designa per Tylor due fenomeni distinti:
- Cultura come soggetto storico dell'evoluzione umana;
- Cultura come particolare patrimonio collettivo di un gruppo umano.

Tylor utilizza nel testo il termine civiltà per intendere il processo di evoluzione culturale dell'umanità che ha il suo fondamento nell'idea di Herbert Spencer di uno sviluppo unilineare dal semplice al complesso. Quando invece si discute di scenari più locali e ristretti, come quelli di una tribù o di un popolo, Tylor usa il termine cultura. A questo livello il riferimento non è Spencer ma Gustav Klemm che fu il primo a conferire al termine cultura il significato di insieme di costumi e credenze (non si dimentichi che Klemm era esponente del romanticismo tedesco e guardava con sospetto agli ideali illuministici insiti nel concetto di civiltà e civilizzazione). Nella definizione che Tylor dà di cultura, essa designa non un “dover essere” che si può rintracciare nel concetto di civiltà ma un modo di essere collettivo.
L'opposto di cultura, intesa nel senso tyloriano, è il concetto di natura. Essa è universale perché è la base dell'uguaglianza di tutti gli uomini, uguali appunto perché condividono lo stesso patrimonio genetico e lo stesso destino biologico. Se la natura è universale, la cultura è particolare; e non a caso Tylor enfatizza il ruolo dei costumi e delle abitudini nella sua definizione di cultura, rispetto alla definizione illuminista di insieme di conoscenze (artistiche, filosofiche, giuridiche): l'arte, la morale, sono universali, laddove i costumi sono quanto di più particolare e locale esista. Nella sua definizione, Tylor pone l'accento inoltre sul termine “acquisito” che rimanda sempre al rapporto di esclusione reciproca tra natura e cultura: la cultura non si trasmette per via genetica, non è ereditaria e tale per nascita (come per il patrimonio biologico), ma viene appresa, acquisita appunto, dagli individui nel corso della loro vita, soprattutto nelle prime fasi. Questa acquisizione è inconsapevole e si basa sull'interazione sociale, sull'imitazione e l'inferenza: in antropologia il termine che definisce questo processo è inculturazione. L'antropologo Alfred Kroeber esplica la differenza tra natura e cultura sulla base del concetto di istinto, laddove l'istinto è qualcosa di «inciso internamente» in quanto parte del proprio corredo genetico, mentre la cultura è qualcosa che viene dal di fuori.
Nella sua definizione, infine, Tylor introduce una nozione molto importante, quella cioè di insieme complesso. Tutti quegli elementi citati da Tylor – costume, arte, morale, credenze ecc. – non sono slegati gli uni dagli altri ma costituiscono una totalità organizzata tale per cui la cultura è un tutto diverso dalla somma delle parti che la compongono. Con questa definizione Tylor sembra voler sostanziare la cultura facendone qualcosa dotato di una propria realtà empirica; non è una supposizione errata vista la vicinanza di Tylor al positivismo, che lo porta a conferire alla “cultura” lo status di fatto sociale che Émile Durkheim teorizzerà poco più tardi.

### Metodologia
Per riuscire nella sua analisi, Tylor usò il metodo comparativo, di cui fu grande cultore. Attraverso l'osservazione dei vari popoli e culture, egli cercò di costruire un sistema di classificazione universale dei fenomeni culturali sulla base delle somiglianze tra tratti e istituzioni delle diverse culture. Questa comparazione privilegiava ovviamente le uniformità a scapito delle differenze, cercando poi di disporle per stadi, «in ordine probabile di evoluzione»; diversamente da altri, tuttavia, Tylor corresse in parte gli inevitabili errori di questo approccio facendo ricorso – tra i primi nelle scienze sociali – a un approccio statistico: nel suo saggio sulle leggi del matrimonio e della discendenza (1899), egli studiò un campione di più di trecento società per giungere alle sue conclusioni. Tylor non può fare a meno di muoversi su un doppio binario: da una parte l'uso del metodo induttivo per studiare empiricamente gli scenari locali, dall'altra l'applicazione del metodo deduttivo per costruire lo scenario dell'evoluzione culturale che non può essere realizzato sulla sola scorta del materiale empirico troppo vasto per la sua portata. L'approccio comparativo fu inoltre una scelta obbligata: Tylor non fu un ricercatore sul campo, benché fosse assolutamente convinto dell'importanza di questo metodo di studio, e pur avendo trascorso un paio di anni in giro tra Stati Uniti, Messico e Cuba, egli si basò perlopiù su dati di seconda mano.

## Adesione all'evoluzionismo
In base a queste teorie, è facile classificare Tylor tra gli antropologi evoluzionisti. Infatti è bene ricordare che all'epoca coesistevano due distinti modi di concepire la storia dell'uomo:
- La corrente creazionista poggiava sulla convinzione che la storia dell'uomo fosse riconducibile a un arco di tempo delimitato dalla data di creazione del mondo. Ciò significava che l'uomo e la natura fossero identici all'epoca della creazione. I creazionisti individuarono popoli più primitivi e altri più civili. Questa tesi era accettata dalla chiesa inglese e dalla sua scienza.
- La corrente evoluzionista nacque grazie al libro Origine della Specie di Charles Darwin. Gli antropologi evoluzionisti sostenevano che l'uomo e le altre specie si sarebbero trasformate in base ad un processo di mutazioni dovute alla capacità d'adattarsi all'ambiente che avevano fatto evolvere l'uomo sia fisicamente che mentalmente. Esistevano però popoli meno sviluppati di altri.

L'idea di Tylor, come si è visto, è quella di una storia dell'umanità evolutiva, concepita come una successione di stadi culturali che procedono dal semplice al complesso, sulla linea di un progresso costante. Questo processo è unilineare e universale, nel senso che la cultura è una sola, unica per tutta l'umanità, e le differenze tra le culture non sono che stadi diversi della sua evoluzione. Tutta l'umanità è quindi destinata a percorrere lo stesso cammino e a passare per le stesse tappe. Alla base di questo assunto vi era una tesi, sostenuta dall'antropologo e grande viaggiatore tedesco Adolf Bastian, detta dell'unità psichica del genere umano. Sulla base dei numerosi studi compiuti, Bastian giunse alla conclusione che le straordinarie somiglianze tra popoli geograficamente lontanissimi potessero essere spiegate supponendo l'esistenza di idee innate, valide e comuni a tutta l'umanità, che definì strutture di pensiero elementari. In altre parole, non vi sarebbero differenze specifiche tra gli esseri umani riguardo alla loro vita psichica. Questo concetto aveva di positivo una forte valenza antirazzista per l'epoca, essendo una confutazione implicita dell'esistenza di differenze innate tra i popoli. 

Da questa idea, Tylor elaborò la nozione di sopravvivenza per indicare quelle usanze, abitudini e credenze che sono residui di uno stadio evolutivo precedente e che permangono «in uno stadio della società diverso da quello in cui avevano la loro sede d'origine». Le sopravvivenze sarebbero quindi prove che aiutano l'antropologo a tracciare il corso che la civiltà ha effettivamente seguito, quasi come fossero fossili da cui gli studiosi possono ricostruire il processo evolutivo delle società umane. Non va tuttavia dimenticato che lo schema evolutivo di Tylor è più una sorta di modello ideale che un'effettiva realtà storica, come è invece quella ipotizzata da Lewis Henry Morgan che, sulla base degli "stadi" di Comte, suddivide l'evoluzione della società in tre momenti – selvaggio, barbaro, civile.
Ad ogni modo, questo tipo di schema evolutivo tyloriano, pur conferendo pari dignità ai “primitivi” e ai “moderni” eliminando certi concetti razzisti come quelli di barbari e selvaggi, legittima una concezione della storia all'insegna del progresso in cui è forte l'impronta eurocentrica. Ponendo l'Occidente come modernità, e dunque come apice dell'evoluzione culturale, si riconosce a tutti gli altri popoli extra-europei uno status più basso di evoluzione. La cultura ha avvicinato i popoli, mentre l'idea di progresso li ha allontanati sulla base di una rigida gerarchia. Tale etnocentrismo è pienamente riscontrabile nella doppia negazione della storia e dell'alterità: la storia non è più intesa come un insieme di percorsi costruiti da eventi irripetibili e non riconducibili a leggi determinate, ma è vista come un percorso unitario che ha un fine, quello dell'evoluzione dal semplice al complesso. L'alterità dei popoli extra-europei è negata nella sua specificità, poiché le uniche differenze contemplate sono quelle che si collocano su un asse verticale, come varianti quantitative dell'evoluzione culturale. 

In questo modo, l'antropologia svolge un ruolo di primo piano nella costruzione della modernità. Il concetto di moderno, infatti, non si definisce da solo ma necessita di un termine di riferimento, rispetto al quale definirsi per negazione. Proprio perché studia i popoli rimasti arretrati, insabbiati nelle tradizioni e dunque ancora primitivi, l'antropologia permette alla modernità di rappresentarsi attraverso la definizione delle società premoderne. La peculiarità di tale criterio sta infatti nel riclassificare rispetto alla nozione di modernità le epoche e le civiltà precedenti, ordinandole e denominandole in base alla loro maggiore o minore distanza dalla civiltà europea: concetti quali “epoca primitiva”, “medioevo”, “sottosviluppo” e anche “post-modernità” ne sono gli esempi maggiori.
Il concetto di cultura svolge un ruolo chiave in questo processo, essendo la categoria che rende pensabili le alterità rispetto alle quali il moderno si definisce per differenza. Le alterità non sono solo del passato, ma anche del presente: ad esempio, quelle rappresentate dalle società primitive al di fuori dei confini dell'Occidente. Il concetto di insieme complesso teorizzato da Tylor non è che un altro prodotto della modernità, laddove la modernità può essere definita come l'epoca in cui domina una ragione forte capace di costruire spiegazioni totalizzanti del mondo. La totalità strutturata rappresentata dall'insieme complesso tyloriano dimostra che tutta l'elaborazione dell'antropologo inglese è in realtà la proiezione di un paradigma della modernità sul mondo primitivo. Il concetto di insieme complesso è frutto della modernità e, nel momento in cui una cultura, per essere riconosciuta, dev'essere un insieme complesso, essa deve uniformarsi al modello espresso dalla modernità.

### Stadi di sviluppo
Nel corso dei suoi studi antropologici, Tylor si concentrò sulla storia delle religioni dove applicò lo schema evoluzionistico alle fasi teorico-simboliche descrivendo così la progressione della coscienza religiosa dell'umanità.
1. Lo stadio Animista: i popoli primitivi attribuivano a tutti gli eventi e ai fenomeni naturali un'anima o spirito e questa fu la prima forma di religione.
2. Lo stadio Politeista: la fase in cui i popoli credevano in più dèi, ognuno con dei compiti precisi.
3. Lo stadio Monoteista: Infine l'ultima fase dove si credeva in un solo Dio. Tylor riteneva più complesse ed evolute queste forme di religione e individuava in esse un residuo di Animismo, come ad esempio la concezione cristiana dell'immortalità dell'anima.

## Opere
- Anahuac, 1861
- The Religion of Savages, 1866
- On the Survival of Savage Tought in Modern Civilization, 1869
- Researches into the Early History of Mankind, 1865
- Primitive Culture: Researches into the Development of Mythology, Philosophy, Religion, Language, Art and Custom, 1871, J.Murray, London; traduzione italiana Alle origini della cultura, Edizioni dell'Ateneo, Roma, 1985
- Anthropology: an Introduction to the Study of Man and Civilization, 1881